# Cal Gavatx (l'Esquirol)
Cal Gavatx és una masia a mig camí dels nuclis de Tavertet i l'Esquirol (Osona). Masia moderna abans anomenada la Maserata Nova o la Casa Nova de la Maserata, per abandó de la Maserata vella, ara en ruïnes. Una de les filles o pubilla es casà amb un francès i s'imposà el nom amb què se la coneix actualment. Apareix en el "Nomenclator de la Provincia de Barcelona. Partido Judicial de Vich.1860" amb el nom de la "Massarata", i com a masia.
Masia de planta rectangular (10x7) coberta a dues vessants amb el carener perpendicular a la façana, situada a migdia. Presenta tres annexes adossats al sector O.: un d'ells, bastant antic, cobreix gairebé la meitat de la façana principal i és utilitzat en part com a habitatge, i com a garatge. El segon, és una gran terrassa i a sota del garatge. El darrer està a la façana N. i s'utilitza també com a terrassa. La façana principal presenta un eix de composició de les obertures (portal) trencat per l'annex lateral. Les altres façanes són gairebé cegues, excepte la façana N. que presenta obertures sense cap eix de simetria. Al costat de la terrassa de tramuntana hi a un cos semi cilíndric força alt i antic, que possiblement s'utilitzava com a forn de pa o de defensa. La majoria d'obertures tenen els emmarcaments de pedra picada i alguns afegitons de totxo. Els carreus dels angles són de pedra basta.